# Миријел Ауре
Миријел Ауре-Демпс (фр. Murielle Ahouré-Demps; Абиџан, 23. август 1987.) је атлетичарка из Обале Слоноваче која се такмичи у спринту на 60, 100 и 200 метара. Била је двострука вицешампионка на Светском првенству 2013. у Москви, и то у тркама на 100 и 200 метара. Ауре је освојила златну медаљу у спринту на 60 м на Светском првенству у дворани 2018. Такође је освојила сребрну медаљу у дисциплини 60 метара на Светском првенству у дворани 2012. у Истанбулу.
Ауре држи афричке рекорде на 60 и 200 метара у дворани. На Летњим олимпијским играма 2012. заузела је шесто место у тркама на 100 и 200 метара. Она је први пут трчала испод седам секунди на 60 метара у фебруару 2013. поставши тада осма најбржа жена икада са личним рекордом од 6,99 секунди. 2018. освојила је златну медаљу на 60 м на Светском првенству у дворани 2018. и оборила афрички рекорд са временом од 6,97 секунди, чиме је постала шеста најбржа жена икада.

## Одрастање и рана каријера
Као ћерка генерала Матијаса Доуеа, начелника штаба Оружаних снага Обале Слоноваче, Миријел је много путовала у детињству, живећи у Француској, Кини, Јапану и Немачкој, пре него што се преселила у Сједињене Државе са 14 година. Након средње школе, студирала је кривично право на Универзитету Џорџ Мејсон. На последњој години универзитета, прешла је на Универзитет у Мајамију да ради са тренером Ејми Дим. 2010. преселила се у Хјустон након што је почетак сезоне био поремећен повредом. Отишла је да тренира код Алена Пауела.

## Међународна каријера
2012. године дебитовала је за Обалу Слоноваче на Светском првенству у дворани, освојивши сребрну медаљу на 60 м, уз нови лични рекорд. Упркос томе што је поново оборила рекорд Обале Слоноваче на 100 м, није успела да освоји медаљу на Летњим олимпијским играма 2012.
У атлетској сезони у дворани 2013. оборила је афрички рекорд на 60 м у дворани са временом од 7,00 секунди. Била је непоражена током целе дворанске сезоне. На Светском првенству 2013. очекивало се да ће трка на 200 м бити њена јача дисциплина, али је такође успела да освоји сребро иза Шели-Ен Фрејзер-Прајс на 100 м. Тиме је постала прва Африканка која је освојила медаљу на 100 или 200 м на Светском првенству. Повреда колена ју је спречила да тренира осам месеци, због чега је пропустила дворанску сезону 2016. Почела је да тренира у групи коју води тренер Денис Мичел на Флориди.

## Признања и почасти
У марту 2016. Ауре је покренула своју фондацију која има за циљ да помогне да се спорт врати у школе, помогне образовању деце и оснажи сиромашне жене и децу. За њене успехе, председник Аласан Уатара је доделио Миријел Ауре чин витеза Националног ордена за заслуге.

## Достигнућа
| Година                         | Такмичење                      | Место                           | Позиција                       | Дисциплина                     | Резултат                       | Белешка |
| Представљајући Обалу Слоноваче | Представљајући Обалу Слоноваче | Представљајући Обалу Слоноваче  | Представљајући Обалу Слоноваче | Представљајући Обалу Слоноваче | Представљајући Обалу Слоноваче |         |
| ------------------------------ | ------------------------------ | ------------------------------- | ------------------------------ | ------------------------------ | ------------------------------ | ------- |
| 2012                           | Светско првенство у дворани    | Истанбул, Турска                | 2.                             | 60 м                           | 7.04                           |         |
| 2012                           | Олимпијске игре                | Лондон, Уједињено Краљевство    | 7.                             | 100 м                          | 11.00                          |         |
| 2012                           | Олимпијске игре                | Лондон, Уједињено Краљевство    | 6.                             | 200 м                          | 22.57                          |         |
| 2013                           | Светско првенство              | Москва, Русија                  | 2.                             | 100 м                          | 10.93                          |         |
| 2013                           | Светско првенство              | Москва, Русија                  | 2.                             | 200 м                          | 22.32                          |         |
| 2014                           | Светско првенство у дворани    | Сопот, Пољска                   | 2.                             | 60 м                           | 7.01                           |         |
| 2014                           | Афричко првенство              | Дурбан, Јужноафричка Република  | 2.                             | 100 м                          | 11.03                          |         |
| 2014                           | Афричко првенство              | Дурбан, Јужноафричка Република  | 1.                             | 200 м                          | 22.36                          |         |
| 2015                           | Светско првенство              | Пекинг, Кина                    | 9. (полуфинале)                | 100 м                          | 10.98                          |         |
| 2016                           | Афричко првенство              | Дурбан, Јужноафричка Република  | 1.                             | 100 м                          | 10.99                          |         |
| 2016                           | Афричко првенство              | Дурбан, Јужноафричка Република  | 3.                             | 4 × 100 м штафета              | 44.29                          |         |
| 2016                           | Олимпијске игре                | Рио де Жанеиро, Бразил          | 10. (полуфинале)               | 100 м                          | 11.01                          |         |
| 2016                           | Олимпијске игре                | Рио де Жанеиро, Бразил          | 12. (полуфинале)               | 200 м                          | 22.59                          |         |
| 2017                           | Светско првенство              | Лондон, Уједињено Краљевство    | 4.                             | 100 м                          | 10.98                          |         |
| 2018                           | Светско првенство у дворани    | Бирмингем, Уједињено Краљевство | 1.                             | 60 м                           | 6.97                           |         |
| 2019                           | Светско првенство              | Доха, Катар                     | 5.                             | 100 м                          | 11.02                          |         |
| 2021                           | Олимпијске игре                | Токио, Јапан                    | 19. (полуфинале)               | 100 м                          | 11.28                          |         |
| 2022                           | Светско првенство              | Јуџин, САД                      | 20. (полуфинале)               | 100 м                          | 11.25                          |         |
| 2023                           | Светско првенство              | Будимпешта, Мађарска            | 28.                            | 100 м                          | 11.29*                         |         |
| 2023                           | Светско првенство              | Будимпешта, Мађарска            | 3.                             | 4 × 100 м штафета              | 41.90*                         |         |

* (испала у квалификацијама)

## Лични рекорди
- Све информације преузете са профила.Миријел Ауре на сајту Светске Атлетике

| Стаза        | Дисциплина | Време | Датум        | Место               | Напомене |
| ------------ | ---------- | ----- | ------------ | ------------------- | -------- |
| На отвореном | 100 метара | 10.78 | 11. јун 2016 | Монтверде, САД      | [ 7 ]    |
| На отвореном | 200 метара | 22.24 | 19. јул 2013 | Монако              |          |
| У дворани    | 60 метара  | 6.97  | 2. март 2018 | Бирмингем, Енглеска |          |